# سونيا روبرتسون
سونيا روبرتسون (بالإنجليزية: Sonia Robertson)‏ هي لاعب هوكي الحقل زيمبابوية، ولدت في 2 يونيو 1947 في Burnham Market ‏ في المملكة المتحدة.

## وصلات خارجية
- سونيا روبرتسون على موقع أوليمبيديا (الإنجليزية)